# Temple de la Victoire (Rome)
Le Temple de la Victoire était un temple romain édifié sans doute au sud-ouest du Palatin, près du temple de Magna Mater. C’est le premier dédié à la Victoire à Rome.

## Histoire
La tradition veut qu’il ait été construit par Évandre, mais, en réalité, c’est Lucius Postumius Megellus qui le fit construire grâce au produit des amendes qu’il avait infligées durant l’année de son édilité curule et, le 1er août 294 av. J.-C., l’année où il fut consul, l’édifice fut dédié à la déesse de la Victoire. Durant les années -204 à -191, pendant que le temple de Magna Mater (ou de la Cybèle) était en construction, le temple de la Victoire en conserva la pierre noire, objet de vénération. À ce propos, dans son œuvre Ab Urbe condita, « Histoire de Rome depuis sa fondation », Tite Live parle de l’aedes Victoriae in Palatio, le « temple de la Victoire au Palatin », sans toutefois en préciser l’emplacement exact. Mais ces éléments permettent de penser que le temple de la Victoire se situait au voisinage immédiat et à l’est du temple de Magna Mater,.